# Flexocerus citrinus
Flexocerus citrinus är en insektsart som beskrevs av Li 1986. Flexocerus citrinus ingår i släktet Flexocerus och familjen dvärgstritar. Inga underarter finns listade i Catalogue of Life.